# Filip Ugran
Filip Ioan Ugran (n. 12 septembrie 2002, Târgu Mureș, România) este un pilot de curse auto român care concurează în Campionatul Mondial FIA de Anduranță din 2023 pentru Prema Racing. Ultima oară, a participat în Seria Europeană Le Mans 2022 pentru Algarve Pro Racing, și în Euro Formula Open Championship 2022 cu echipa VAR. În 2021 a concurat în Campionatul FIA de Formula 3 pentru Jenzer Motorsport. El a câștigat curse în campionatele italiene și spaniole de Formula 4. A inceput ca și pilot de karting la vârsta de 11 ani.

## Cariera

### Carting
Ugran și-a făcut debutul în sporturile cu motor în competițiile de carting în 2016, acolo unde a concurat până în 2018. Românul a participat la campionate precum WSK Super Master Series, WSK Final Cup și CIK-FIA International Supercup. De asemenea, a concurat în ediția din 2016 a Trofeului Academiei de Karting CIK-FIA, unde a terminat pe locul 38.

### Formulele inferioare
În 2019, și-a făcut debutul în cursele de Formula 4 în Campionatul italian cu BVM Racing. A fost singurul pilot din echipă care a condus întregul sezon, compensând pentru un an de debut dificil. Doar cu un loc zece în cursa finală a sezonului de la Monza a reușit să marcheze un punct, plasându-l pe locul 26 în clasament. De asemenea, a condus ca pilot invitat pentru BVM într-un weekend de cursă al Campionatului ADAC de Formula 4 de la Hockenheimring, unde a terminat pe locul 14 în ambele curse. La sfârșitul anului, Ugran a condus în cursa finală a sezonului Campionatului Spaniol de Formula 4 pe Circuitul Barcelona-Catalunya cu Jenzer Motorsport. A terminat pe podium în toate cursele, cu două locuri secunde și un loc al treilea, dar pentru că era pilot invitat nu i s-a acordat niciun punct de campionat.
În 2020, Ugran a rămas activ în Formula 4 italiană, trecând la echipa Jenzer. Rezultatele sale s-au îmbunătățit semnificativ și a obținut prima sa victorie pe Circuitul de la Imola. Ugran a urcat pe podium în total de cinci ori în timpul sezonului, ceea ce l-a făcut să termine pe locul opt în clasament cu 133 de puncte. De asemenea, românul a condus pentru Jenzer în weekendul spaniol de curse F4 de la Le Castellet, unde a câștigat două curse și a terminat pe locul al treilea. Cu 55 de puncte, a terminat pe locul zece în clasament, în ciuda faptului că a concurat doar în acel singur weekend.

### Formula 3
Pentru sezonul 2021, Ugran a rămas cu Jenzer, dar a progresat la Campionatul FIA de Formula 3, unde l-a avut drept coechipier pe Calan Williams. În primul tur de la Barcelona, Filip s-a luptat pentru poziții în mijlocul inferior, iar problemele legate de gestionarea anvelopelor în Franța, precum și problemele legate de limitele pistei la Spielberg l-au lăsat in partea de jos a clasamentului, după prima treime a sezonului. În penultima rundă de la Zandvoort, Ugran s-a calificat pe locul 21. Aceasta a fost cel mai bun weekend de cursă al sezonului, terminând pe locul 15 în prima cursă, îmbunătățindu-și cea mai bună poziție anterioară cu patru locuri. În cea de-a doua cursă, Ugran a reușit să ajungă pe locul 12, dar a fost retrogradat pe locul 24 după ce comisarii de cursă l-au găsit vinovat după o coliziune cu Jonny Edgar. Românul nu a marcat puncte în ultimul weekend de la Soci, astfel încât Ugran a terminat pe locul 31 în clasamentul piloților. După sfârșitul sezonului, Ugran a participat la testul post-sezon de pe circuitul Ricardo Tormo, conducând pentru Jenzer, Charouz Racing System și Van Amersfoort Racing.

### Euroformula Open Championship
În 2022, Filip s-a mutat din Formula 3 in EuroFormula Open Championship, schimbând și echipa, de la Jenzer Motorsport la Van Ametsfoort Racing.

## Palmaresul în carting
| Sezon | Serie                                 | Echipa          | Poziție |
| ----- | ------------------------------------- | --------------- | ------- |
| 2016  | South Garda Winter Cup — OKJ          | R&R Racing Team | 32      |
| 2016  | Trofeo Andrea Margutti — OKJ          | R&R Racing Team | 14      |
| 2016  | WSK Super Master Series — OKJ         | R&R Racing Team | 77      |
| 2016  | CIK-FIA Karting Academy Trophy        | Ugran, Claudiu  | 38      |
| 2017  | South Garda Winter Cup — OK           | R&R Racing Team | NC      |
| 2017  | WSK Super Master Series — OK          | R&R Racing Team | 62      |
| 2017  | Trofeo Andrea Margutti — OK           | R&R Racing Team | 25      |
| 2017  | CIK-FIA International Super Cup — KZ2 | R&R Racing Team | 89      |
| 2018  | WSK Champions Cup — KZ2               | R&R Racing Team | 21      |
| 2018  | South Garda Winter Cup — KZ2          | R&R Racing Team | 91      |
| 2018  | WSK Super Master Series — KZ2         | R&R Racing Team | 46      |
| 2018  | WSK Euro Series — KZ2                 | R&R Racing Team | 44      |
| 2018  | WSK Open Cup — KZ2                    | R&R Racing Team | 27      |
| 2018  | CIK-FIA International Super Cup — KZ2 | R&R Racing Team | 78      |
| 2018  | SKUSA SuperNationals — KZ             | R&R Racing Team | 15      |
| 2018  | WSK Final Cup — KZ2                   | R&R Racing Team | 26      |

## Palmares

### Rezumatul carierei de curse
| Sezon | Serie                         | Echipa                | Curse | Victorii | Pole-uri | TR | Podiumuri | Puncte | Poziție |
| ----- | ----------------------------- | --------------------- | ----- | -------- | -------- | -- | --------- | ------ | ------- |
| 2019  | Campionatul Italian de F4     | BVM Racing            | 21    | 0        | 0        | 0  | 0         | 1      | 26      |
| 2019  | Campionatul ADAC Formula 4    | BVM Racing            | 2     | 0        | 0        | 0  | 0         | 0      | NC†     |
| 2019  | Campionatul Spaniei de F4     | Jenzer Motorsport     | 3     | 0        | 0        | 0  | 3         | 0      | NC†     |
| 2020  | Campionatul Italiei de F4     | Jenzer Motorsport     | 17    | 1        | 0        | 2  | 5         | 133    | 8       |
| 2020  | Campionatul Spaniei de F4     | Jenzer Motorsport     | 3     | 2        | 2        | 1  | 3         | 55     | 10      |
| 2021  | Campionatul FIA de Formula 3  | Jenzer Motorsport     | 20    | 0        | 0        | 0  | 0         | 0      | 31      |
| 2022  | Euroformula Open Championship | Van Amersfoort Racing |       |          |          |    |           |        |         |

† Întrucât Ugran a fost pilot invitat, el nu era eligibil să înscrie puncte.

### Rezultatele complete din Campionatul Italian de Formula 4
(legendă) (Cursele îngroșate îndică pole-position) (Cursele oblice indică cel mai rapid tur)
| An   | Echipa            | 1        | 2        | 3        | 4        | 5        | 6          | 7        | 8        | 9        | 10       | 11       | 12       | 13       | 14        | 15       | 16        | 17        | 18        | 19       | 20       | 21       | 22       | Poz. | Puncte |
| ---- | ----------------- | -------- | -------- | -------- | -------- | -------- | ---------- | -------- | -------- | -------- | -------- | -------- | -------- | -------- | --------- | -------- | --------- | --------- | --------- | -------- | -------- | -------- | -------- | ---- | ------ |
| 2019 | BVM Racing        | VLL 1 26 | VLL 2 18 | VLL 3 18 | MIS 1 16 | MIS 2 27 | MIS 3 A    | HUN 1 24 | HUN 2 18 | HUN 3 17 | RBR 1 27 | RBR 2 18 | RBR 3 18 | IMO 1 13 | IMO 2 26  | IMO 3 17 | IMO 4 11  | MUG 1 Ret | MUG 2 21  | MUG 3 22 | MNZ 1 12 | MNZ 2 18 | MNZ 3 10 | 26   | 1      |
| 2020 | Jenzer Motorsport | MIS 1 3  | MIS 2    | MIS 3 4  | IMO1 1   | IMO1 2 6 | IMO1 3 Ret | RBR 1 NA | RBR 2 NA | RBR 3 NA | MUG 1 3  | MUG 2 6  | MUG 3 11 | MNZ 1 3  | MNZ 2 Ret | MNZ 3 8  | IMO2 1 12 | IMO2 2 7  | IMO2 3 10 | VLL 1 14 | VLL 2 A  | VLL 3 7  |          | 8    | 133    |

### Rezultatele complete din Campionatul FIA de Formula 3
(legendă) (Cursele îngroșate îndică pole-position) (Cursele oblice indică cel mai rapid tur)
| An   | Echipa            | 1        | 2        | 3        | 4        | 5        | 6        | 7        | 8        | 9        | 10       | 11       | 12       | 13        | 14       | 15       | 16       | 17       | 18       | 19       | 20      | 21       | Poz. | Puncte |
| ---- | ----------------- | -------- | -------- | -------- | -------- | -------- | -------- | -------- | -------- | -------- | -------- | -------- | -------- | --------- | -------- | -------- | -------- | -------- | -------- | -------- | ------- | -------- | ---- | ------ |
| 2021 | Jenzer Motorsport | CAT 1 25 | CAT 2 21 | CAT 3 27 | LEC 1 23 | LEC 2 28 | LEC 3 26 | RBR 1 24 | RBR 2 22 | RBR 3 23 | HUN 1 25 | HUN 2 19 | HUN 3 22 | SPA 1 28† | SPA 2 19 | SPA 3 25 | ZAN 1 15 | ZAN 2 24 | ZAN 3 19 | SOC 1 25 | SOC 2 A | SOC 3 19 | 31   | 0      |

† Pilotul nu a terminat, dar a parcurs mai mult de 90% din distanța cursei.